# جون والتون (سياسي)
جون والتون (بالإنجليزية: John Walton)‏ هو سياسي أمريكي، ولد في 1738، وتوفي في 1783.